# Референдумы в Швейцарии (2023)
Референдумы в Швейцарии в 2023 году проходили 18 июня. Были проведены два факультативных и один обязательный референдум.

## Результаты
| Правительственный план (с поправкой в Конституцию) об особом налогообложении крупных бизнес-групп | 1 803 174 | 78,45 | 20+6⁄2 | 495 277 | 21,55 | 0     |  |  |       | 42,37   | Одобрен |
| Закон «О защите климата и инновациях»                                                             | 1 381 133 | 59,07 | 16+3⁄2 | 956 814 | 40,93 | 4+3⁄2 |  |  | 42,54 | Одобрен |         |
| Поправка к Федеральному закону о борьбе с эпидемией Covid-19                                      | 1 438 151 | 61,94 | 19+4⁄2 | 883 740 | 38,06 | 1+2⁄2 |  |  | 42,49 | Одобрен |         |
| Источник: Федеральная канцелярия Швейцарии                                                        |           |       |        |         |       |       |  |  |       |         |         |

### Правительственный план (с поправкой в Конституцию) об особом налогообложении крупных бизнес-групп
В рамках усилий по снижению международной налоговой конкуренции страны G20 и члены ОЭСР (включая Швейцарию) договорились в октябре 2021 года скорректировать правила налогообложения крупных бизнес-групп. В результате голосования по всей стране введут единую ставку корпоративного налога на прибыль крупных корпораций в размере 15%, ранее в 21 из 26 кантонов ставки были намного ниже.

### Закон «О защите климата и инновациях»
Парламентское предложение, направленное на постепенное сокращение потребления в Швейцарии нефтепродуктов и природного газа путем финансовой поддержки тех, кто заменяет отопление с использованием ископаемого топлива, альтернативами, благоприятными для климата, а также расширение сетей централизованного теплоснабжения, изоляцию зданий и исследования инновационных технологий защиты климата. Цель состоит в том, чтобы Швейцария стала климатически нейтральной к 2050 году.

### Поправка к Федеральному закону о борьбе с эпидемией Covid-19
Поправка, продлевающая до середины 2024 года срок действия правовых положений, касающихся определенных мер в «Законе о COVID-19», таких как прививочные сертификаты или импорт лекарств от COVID-19.